# Alektor
Alektor (Ἀληκτώρ / Alêktốr, « implacable ») est le site archéologique d'un ancien fort grec antique situé sur les berges méridionales du golfe Borysthénique, en face de la colonie d'Olbia pontique, fondée par les habitants de Milet. Cette garnison olbienne surveillait l'un des plus importants débouchés sur la mer Noire pour l'exportation des céréales, du cuir, du feutre, de l'ambre, des poissons fumés ou salés et d'esclaves de la Scythie vers la Grèce, et pour l'importation des biens de l'Attique (vaisselle, vin, olives, joyaux, miel, cire…). Elle a joué un rôle stratégique dans l'histoire d'Olbia.

### Sources bibliographiques
- Émile Chambry, Émeline Marquis, Alain Billault et Dominique Goust (trad. Émile Chambry), Lucien de Samosate : Œuvres complètes, Éditions Robert Laffont, coll. « Bouquins », 2015, 1248 p. (ISBN 978-2-221-10902-1), « Toxaris », page 854.
- Valentina Krapivina, Pavel Diatroptov, « An Inscription of Mithradates VI Eupator's Governor from Olbia », Ancient Civilizations from Scythia to Siberia, vol. 11, 2005, no 3-4, p. 167–180.